# Guess Things Happen That Way
Singles de Johnny Cash
Ballad of a Teenage Queen
(1958) The Ways of a Woman in Love
Guess Things Happen That Way est une chanson écrite par Jack Clement et originellement enregistrée par le chanteur américain Johnny Cash.
La chanson est sortie en single, avec Come In, Stranger sur la face B, chez Sun Records le 10 février 1958 (Sun 295),,. Le single a atteint la 1re place du classement country « C&W Best Sellers in Stores » du magazine musical Billboard,. La chanson Guess Things Happen That Way a également atteint la 1re place du classement « Most Played C&W by Jockeys » de Billboard,, tandis que Come In, Stranger a atteint la 8e place.
La chanson sera aussi incluse dans le deuxième album studio de Johnny Cash, Johnny Cash Sings the Songs That Made Him Famous, qui sortira chez Sun Records en novembre de la même année (1958).